# Begonia epibaterium
Espèce
Synonymes
- Begonia epibaterium var. angustialata A.DC.[1]

Begonia epibaterium est une espèce de plantes de la famille des Begoniaceae. Ce bégonia est originaire du Brésil. L'espèce fait partie de la section Wageneria. Elle a été décrite en 1861 par Alphonse Pyrame de Candolle (1806-1893), à la suite des travaux de Carl Friedrich Philipp von Martius (1794-1868).

## Répartition géographique
Cette espèce est originaire du pays suivant : Brésil.

## Liste des variétés
Selon Tropicos (6 février 2017) (Attention liste brute contenant possiblement des synonymes) :
- variété Begonia epibaterium var. angustialata A. DC.
- variété Begonia epibaterium var. epibaterium
- variété Begonia epibaterium var. ipomoeifolia Brade